# ネミック・ラムダ
ネミック・ラムダ株式会社(NEMIC-LAMBDA)は、電源コンバータ、スイッチング電源とその周辺機器の開発、製造、販売を主な業務としていた日本の企業。
1970年、前身となる日本電子メモリ工業株式会社が創業され、1978年にネミック・ラムダ株式会社となり、1996年に東証一部上場を果たした。その後1999年、NEC系の日本電気精器株式会社と合併し、デンセイ・ラムダ株式会社に社名を改めた。
2008年のTDKの100%子会社化に伴い上場を廃止、現在はTDKラムダ株式会社としてスイッチング電源とノイズフィルタ、その周辺機器の開発製造販売を行っている。
創業者は斑目力曠。

## 沿革
- 1970年 日本電子メモリ工業（株）（Nippon Electronics Memory Industry Co.＝NEMIC）を資本金1500万円で東京都港区芝公園に設立。新潟県長岡市悠久町に長岡工場を開設、電子計算機の記憶装置（コアメモリ）の製造販売を開始
- 1978年 日本電子メモリ工業（株）（NEMIC）の営業を引き継いで、ネミック・ラムダ（株）（Nemic-Lambda K.K.）を設立、大株主に英系企業ラムダ社（インベンシスグループ）がなる。
- 1991年 店頭登録
- 1996年 東京証券取引所第一部に上場
- 1999年 NEC系の日本電気精器と合併し、デンセイ・ラムダ（株）（DENSEI-LAMBDA k.k.)として発足。
- 2008年 TDKの100%子会社化により、上場廃止。TDKラムダ（株）となる。

## 経営者
創業者、斑目力曠は龍谷大学文学部を卒業。創業当時から仏教哲学を経営戦略、思想に取り入れ、「ゆらぎの球体経営」などを理念とした。小泉首相の所信表明に先駆けて『米百俵』に入れこみ、1993年、ハイビジョン映画『米百俵/小林虎三郎の天命』を私財をも投じ企画・製作した。カリスマ経営者として講演、財界活動も多い。

## ネミック・ラムダ事件
- 日本電気精器（株）との合併に際して、英国系親会社と斑目代表取締役会長兼社長の意見が対立、壮絶な争いを展開した。1998年に斑目社長が英国系親会社に対抗して第三者割当増資をしようとしたが、資金調達の目的である事業計画の具体性等がない著しく不公正な方法として発行会社側の主張が認められず、英国系親会社の主張通り増資差止の仮処分がなされた。これにより同年6月、斑目氏は代表取締役会長兼社長の座を追われることとなった。
- ネミック・ラムダ社は、カリスマ社長率いる外資系企業であり、いわばベンチャーである。対する日本電気精器は大企業系列で長い歴史を誇る。両者の企業文化、社員の個性は相当に大きく、同じ業界に属しながらも仕事の考え方、進め方にも大きな違いがあったという。両者は同業でありながら保有する看板技術が違っていた。「“互いの持っていない技術”を補い合うことで、トータル・パワー・ソリューション企業として生まれ変わる」というビジョンにより合併した。

## トピック
- 躍進のきっかけ―画期的な極小スイッチング電源を作ったが、日本では誰も買ってくれなかった。そこで、アメリカの業界誌に小さな広告を載せたところアメリカからの注文が殺到した。
- 現在はデンセイ・ラムダ（株）となったが、イスラエル・マレーシア・中国などの現地法人や工場などにはネミックの名が残っている。
- テレビCMにおいて、新潟ローカルではおそらく初めて動画CGを使用した。
- 新入社員の研修として托鉢僧の修行を行っていた。